# Sienes
Sienes – gmina w Hiszpanii, w prowincji Guadalajara, w Kastylii-La Mancha, o powierzchni 29,5 km². W 2011 roku gmina liczyła 62 mieszkańców.